# Baie de Kaneohe
La baie de Kaneohe (en anglais : Kaneohe Bay ou Kāneʻohe Bay) est une baie d'Oahu, à Hawaï, aux États-Unis.